# Hope & Faith
Hope & Faith  es una comedia de situación que se emitió en los Estados Unidos entre 2003 y 2006 en la cadena ABC. La serie seguía las vicisitudes de una familia disfuncional de Nueva York siendo las protagonistas Faith Ford y Kelly Ripa.Fue cancelada tras tres temporadas por la ABC

## Trama
La serie muestra la vida cotidiana del matrimonio entre Hope Shanowski (Faith Ford), una ama de casa que vive junto a su marido Charlie (Ted McGinley) y sus tres hijos. Faith Fairfield (Kelly Ripa) es la hermana de Hope y ex-actriz famosa de la televisión, que se marcha a vivir a casa de su hermana.
De sus tres hijos del matrimonio la mayor es Hillary (Megan Fox), una típica adolescente de 17 años que normalmente se comporta descaradamente, intentando ocultar sus errores y su desobediencia a sus padres. A Hillary le sigue Hayley (Macey Cruthird), una niña inteligente que se enfrenta a sus primeros años de instituto. El hijo más pequeño, Justin (Jansen Panettiere), intenta hacerse el mayor delante de su familia y adora a su tía.

## Reparto

### Recurrente
| Actor             | Personaje                    |
| ----------------- | ---------------------------- |
| Faith Ford        | Hope Fairfield-Shanowski     |
| Kelly Ripa        | Faith Fairfield              |
| Ted McGinley      | Charlie Shanowski            |
| Nicole Paggi      | Sydney Shanowski (2003–2004) |
| Megan Fox         | Sydney Shanowski (2004–2006) |
| Macey Cruthird    | Hayley Shanowski             |
| Jansen Panettiere | Justin Shanowski             |

### Apariciones estelares
- Tony Curtis
- Dean Cain
- Robert Wagner
- Regis Philbin
- Jenny McCarthy
- Jaclyn Smith
- Mark Consuelos
- Rue McClanahan
- Brian Austin Green

## Recepción
La serie fue un fracaso por parte de los críticos en Metacritic, pero recibió aclamación por parte del público en la primera temporada 

### Rankings
| Temporada | Temporada | Episodios | Primera emisión    | Última emisión | Espectadores (en millones) | Ranking |
| --------- | --------- | --------- | ------------------ | -------------- | -------------------------- | ------- |
| 1         | 2003–04   | 25        | Septiembre de 2003 | Mayo de 2004   | 8.2                        | #77     |
| 2         | 2004–05   | 26        | Septiembre de 2004 | Mayo de 2005   | 6.9                        | #98     |
| 3         | 2005–06   | 22        | Septiembre de 2005 | Mayo de 2006   | 5.8                        | #103    |

### Premios
| Año                | Premio      | Categoría | Episodios | Ref. |
| ------------------ | ----------- | --------- | --------- | ---- |
| 2006               |             |           |           |      |
| Young Artist Award | Megan Fox   | —         |           |      |
| 2006               |             |           |           |      |
| Young Artist Award | Paulie Litt | —         |           |      |